# Danzebell
Der Danzebell (auch Danzewell, italienisch Cima Dentrovalle)  ist ein 3148 m s.l.m. hoher Berg in den Planeiler Bergen, dem südwestlichen Teil der Ötztaler Alpen. Der nicht vergletscherte, felsige Berg ist der letzte ausgeprägte Gipfel im westlichen Kamm der Planeiler Berge. Administrativ liegt der Danzebell an der Grenze der Südtiroler Gemeindegebiete von Mals und Graun im Vinschgau.

## Lage und Umgebung
Der Danzebell befindet sich im von der Falbenairspitze (3199 m s.l.m.) nach Südwesten verlaufenden Kamm der Planeiler Berge, der das Langtauferer Tal im Norden vom Planeiltal im Süden trennt. Einen weiteren markanten Grat entsendet der Gipfel nach Nordwesten; dieser trennt mit dem Ochsenbergtal und dem Kühtal zwei südliche Seitentäler des Langtauferer Tales.
Der Berg besitzt einen Nord- und einen Südgipfel, die beide gleich hoch sind, wobei der Nordgipfel ein Gipfelkreuz trägt.

## Geschichte
Im 1774 erschienenen Atlas Tyrolensis wird der Berg als „Danze Welle Kopf“ verzeichnet. Der Tiroler Topograf Johann Jakob Staffler, der über Tirol und Vorarlberg ein mehrbändiges Werk verfasste, schrieb 1839, dass der „Danzewelle-Kopf“ mit seinen 9242 Fuß zu den sich höher als andere erhebenden Gipfeln zähle.
Die erste bekannte Besteigung erfolgte im Jahr 1854 im Rahmen einer militärischen Vermessung durch den Vermessungsoffizier Pöltinger. Dieser erreichte den Berg von Süden, von Kapron im Langtauferer Tal, über die Kaproner Alm, entsprechend dem heutigen Normalweg.
Die Namensherkunft des Berges ist nicht sicher geklärt. Theodor Petersen, dem der Berg bei seiner Wanderung durch das Langtauferer Tal als „ansehnliche Erhebung“ aufgefallen war, behauptete in seinem 1872 in der Zeitschrift des Deutschen und Oesterreichischen Alpenvereins erschienenen Bericht über die Ötztaler Alpen, dass der Berg von den Einheimischen „Donsabell“ genannt würde, was er romanisch mit der Bedeutung „der sehr schöne Herr“ interpretierte.

## Alpinismus
Der heute meist übliche Anstieg, der Normalweg, startet in Kapron im Langtauferer Tal. Von dort geht es nach Süden, zunächst kurz hinab über den Karlinbach, dann den Wegweisern folgend zur Kaproner Alm. Von dort führt der Weg in südöstlicher Richtung weiter hinein ins Kühtal, wobei man später auf die rechte, westliche Seite des Kühtalbaches wechselt. Auf einer Höhe von etwa 2400 m erreicht man einen dem heiligen Martin geweihten Bildstock. Ab diesem führt die Route weglos in Richtung der Einschartung im Nordwestgrat, etwa 200 Meter vom Gipfel entfernt, die man zuletzt über steiles Blockgelände und Schutt erreicht. Über den unschwierigen Grat erreicht man in wenigen Minuten den Nordgipfel des Danzebell. Für diesen Anstieg benötigt man ungefähr 4½ Stunden.
Auch von Süden, aus dem Planeiltal, ist die Besteigung in etwa 5 Stunden möglich, wobei man über das Zerzerköpfl den Südgipfel von Südwesten erreicht.
Die Besteigung des Danzebell ist auch im Rahmen einer Skitour möglich.